# Juan Pablo Rojas Paúl
 Juan Pablo Rojas Paúl est un homme d'État vénézuélien, né à Caracas le 26 novembre 1826 et décédé dans la même ville le 22 juillet 1905. Il est le 23e président du Venezuela du 2 juillet 1888 au 19 mars 1890. Premier civil élu à la tête de l’État en cinquante ans, il est également le seul à terminer sa présidence pendant encore 74 ans.

## Contexte
Choisi par Antonio Guzmán comme son successeur, Rojas cherche à réconcilier les partisans de Guzmán et de Joaquín Crespo. Mais, après une tentative de soulèvement, Crespo est expulsé du Venezuela. Cependant, des manifestations contre Guzmán obligent également l’ancien président à partir en exil en France. 

## Années de présidence
Les deux années de présidence de Rojas sont marquées par une forte croissance économique, dont Rojas profite pour investir dans l’enseignement public. Il autorise la création de facultés de sciences, d’églises et d’écoles publiques à Maracaibo et Barquisimeto. Il fait par ailleurs venir des religieuses françaises, soutient l’établissement des congrégations, et fait construire ou remodeler de nombreux monuments religieux. 
En 1888, Rojas fonde l’Académie d’Histoire nationale. Il inaugure par ailleurs le câble sous-marin qui relie La Guaira à l’Europe. 